# Leo Van der Elst
Leo Van der Elst (ur. 7 stycznia 1962 w Opwijk) – piłkarz belgijski grający na pozycji prawego pomocnika. Jest młodszym bratem François Van der Elsta, także reprezentanta Belgii i zawodnika takich klubów jak RSC Anderlecht, New York Cosmos, West Ham United i KSC Lokeren.

## Kariera klubowa
Karierę piłkarską Van der Elst rozpoczął w klubie HO Merchtem. W 1979 roku został piłkarzem Royal Antwerp FC. W sezonie 1979/1980 zadebiutował w pierwszej lidze belgijskiej i zaczął wówczas występować w pierwszym składzie Royalu. W klubie tym grał do 1984 roku. Wtedy też odszedł do Club Brugge. W 1986 roku wywalczył z nim Puchar Belgii, a w sezonie 1987/1988 został po raz pierwszy w karierze mistrzem kraju.
Po tym sukcesie Van der Elst przeszedł do francuskiego FC Metz, ale po pół roku zmienił klub i w 1989 roku grał w holenderskim RKC Waalwijk. Latem wrócił do Belgii i został piłkarzem Sportingu Charleroi. Na początku 1991 roku trafił do KRC Genk. W 1994 roku spadł z nim jednak do drugiej ligi belgijskiej, a po sezonie odszedł do Eendrachtu Aalst. W Eendrachcie grał do końca sezonu 1994/1995 i wtedy też zakończył karierę piłkarską.
| Sezon   | Klub               | Kraj     | Rozgrywki      | Mecze | Bramki |
| ------- | ------------------ | -------- | -------------- | ----- | ------ |
| 1979/80 | Royal Antwerp FC   | Belgia   | Division I     | 23    | 3      |
| 1980/81 | Royal Antwerp FC   | Belgia   | Division I     | 30    | 6      |
| 1981/82 | Royal Antwerp FC   | Belgia   | Division I     | 32    | 5      |
| 1982/83 | Royal Antwerp FC   | Belgia   | Division I     | 34    | 6      |
| 1983/84 | Royal Antwerp FC   | Belgia   | Division I     | 31    | 5      |
| 1984/85 | Club Brugge        | Belgia   | Division I     | 29    | 7      |
| 1985/86 | Club Brugge        | Belgia   | Division I     | 34    | 9      |
| 1986/87 | Club Brugge        | Belgia   | Division I     | 30    | 9      |
| 1987/88 | Club Brugge        | Belgia   | Division I     | 30    | 5      |
| 1988/89 | FC Metz            | Francja  | Ligue 1        | 13    | 1      |
| 1988/89 | RKC Waalwijk       | Holandia | Eredivisie     | 17    | 1      |
| 1989/90 | Sporting Charleroi | Belgia   | Division I     | 21    | 1      |
| 1990/91 | Sporting Charleroi | Belgia   | Division I     | 8     | 0      |
| 1990/91 | KRC Genk           | Belgia   | Division I     | 19    | 6      |
| 1991/92 | KRC Genk           | Belgia   | Division I     | 32    | 2      |
| 1992/93 | KRC Genk           | Belgia   | Division I     | 32    | 2      |
| 1993/94 | KRC Genk           | Belgia   | Division I     | 0     | 0      |
| 1994/95 | Eendracht Aalst    | Belgia   | Jupiler League | 21    | 1      |

## Kariera reprezentacyjna
W reprezentacji Belgii Van der Elst zadebiutował 17 kwietnia 1984 roku w wygranym 1:0 towarzyskim spotkaniu z Polską. W 1986 roku zajął 4. miejsce z reprezentacją na Mistrzostwach Świata w Meksyku. Na tym turnieju rozegrał 3 spotkania: w 1/8 finału z ZSRR (4:3), w ćwierćfinale z Hiszpanią (1:1, k. 4:5) oraz w o 3. miejsce z Francją (2:4). Od 1984 do 1987 roku rozegrał w kadrze narodowej 13 meczów.